# Chilocardamum longistylum
Chilocardamum longistylum är en korsblommig växtart som först beskrevs av M.C. Romanczuk, och fick sitt nu gällande namn av Al-shehbaz. Chilocardamum longistylum ingår i släktet Chilocardamum och familjen korsblommiga växter. Inga underarter finns listade i Catalogue of Life.